# Ballymurphy
Ballymurphy (Iers: Baile Uí Mhurchú) is een plaats in Ierse graafschap Carlow. Het ligt in het zuiden van het graafschap op de westelijke flank van de Blackstairs Mountains en telde in 2006 244 inwoners.

## Foto's

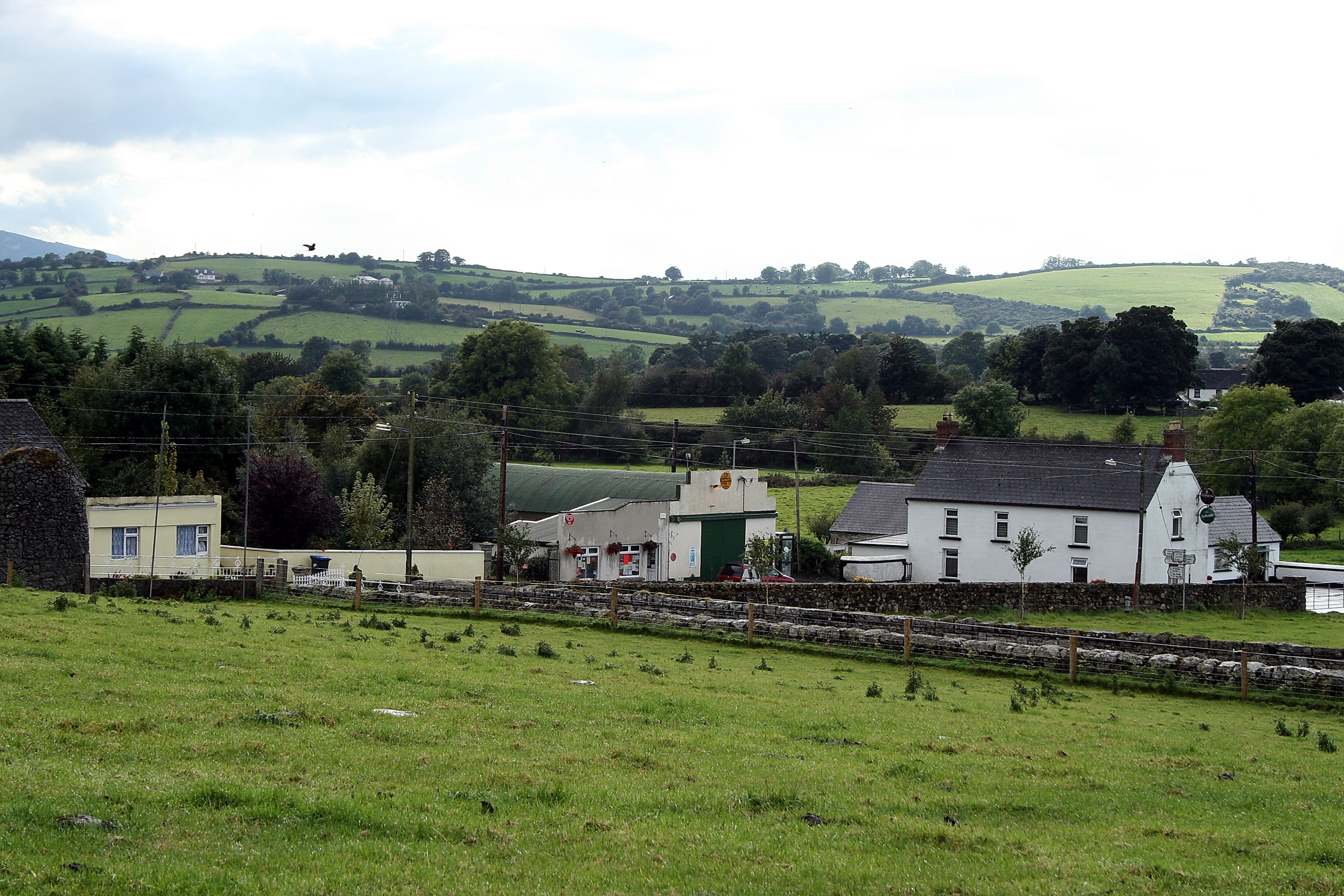
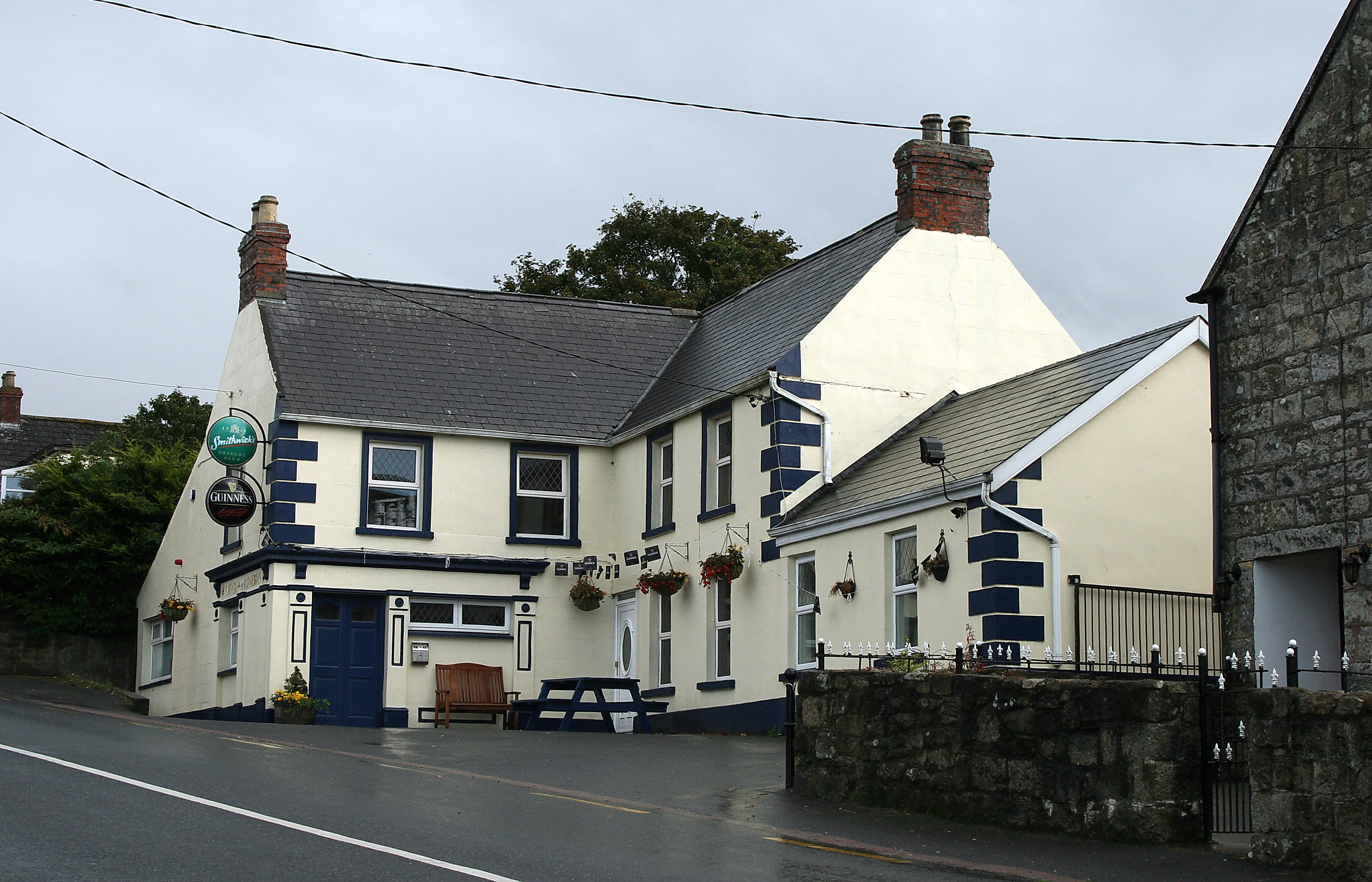

Ballinkillen · Ballon · Ballymurphy · Borris · Carlow · Clonegal · Clonmore · Fennagh · Hacketstown · Kildavin · Leighlinbridge · Muine Bheag · Myshall · Nurney · Old Leighlin · Rathvilly · Royal Oak · St Mullin's · Tinryland · Tullow